# 데이비스 클리블랜드
데이비스 클리블랜드(Davis Cleveland, 2002년 2월 5일~)는 미국의 배우이다. 우리는 댄스 소녀에서 플린 존스 역으로 잘 알려져 있다.

## 주요 출연작
- 우리는 댄스 소녀: 플린 존스 역